# مرلي روبنز
مرلي روبنز (بالإنجليزية: Merle Robbins)‏ هو مخترِع ومهندس أمريكي، ولد في 1912، وتوفي في 14 يناير 1984.